# Florentino Pérez
Florentino Pérez Rodríguez (pronunție în spaniolă [floɾenˈtino ˈpeɾeθ roˈðɾiɣeθ]; n. 8 martie 1947) este un businessman spaniol, inginer civil, fost politician, și actual președinte al Real Madrid Football Club, dar și al Grupo ACS. El a devenit faimos când a inițiat la Real Madrid perioada Los Galácticos, o perioadă în care se plăteau sume foarte mari pentru transferul unor fotbaliști de elită.

## Biografie
Pérez a aderat la partidul Uniunea Centrului Democratic în 1979, activând printre altele și în consiliul orașului Madrid.
În 1986, Pérez a intrat în cursa electorală generală în Spania ca candidat al Partido Reformista Democrático (Partidul Reformator Democratic). El a absolvit Universitatea Politehnica din Madrid.
În 1993, Florentino Pérez a fost numit președinte al ″OCP Construcciones″. După fuziunea lui OCP cu Gines y Navarro în Actividades de Construcción y Servicios, S.A. (ACS) în 1997, el devine președinte al noii companii.

## Real Madrid

### Achiziții
| #   | Jucător            | De la             | Costul transferului (milioane £) | Costul transferului (milioane €) | An   |
| --- | ------------------ | ----------------- | -------------------------------- | -------------------------------- | ---- |
| 1.  | Gareth Bale        | Tottenham Hotspur | 85.3                             | 91–100.6                         | 2013 |
| 2.  | Cristiano Ronaldo  | Manchester United | 80.0                             | 94.0                             | 2009 |
| 3.  | Zinedine Zidane    | Juventus          | 46.0                             | 76.0                             | 2001 |
| 4.  | Kaká               | Milan             | 56.8                             | 65.8                             | 2009 |
| 5.  | Luís Figo          | Barcelona         | 37.0                             | 58.5                             | 2000 |
| 6.  | Ronaldo            | Internazionale    | 28.5                             | 43.0                             | 2002 |
| 7.  | Luka Modrić        | Tottenham Hotspur | 32.0                             | 40.0                             | 2012 |
| 8.  | Xabi Alonso        | Liverpool         | 30.0                             | 35.4                             | 2009 |
| 9.  | David Beckham      | Manchester United | 24.5                             | 35.1                             | 2003 |
| 10. | Karim Benzema      | Lyon              | 30.0                             | 35.0                             | 2009 |
| 11. | Asier Illarramendi | Sociedad          | 27.8                             | 32.1                             | 2013 |
| 12. | Fábio Coentrão     | Benfica           | 27.1                             | 30.0                             | 2011 |
| 13. | Isco               | Malaga            | 23.1                             | 27.0                             | 2013 |
| 14. | Sergio Ramos       | Sevilla           | 18.6                             | 27.0                             | 2005 |
| 15. | Ángel Di María     | Benfica           | 20.5                             | 25.0                             | 2010 |
| 16. | Walter Samuel      | Roma              | 16.8                             | 25.0                             | 2004 |
| 17. | Robinho            | Santos            | 16.5                             | 24.0                             | 2005 |
| 18. | Júlio Baptista     | Sevilla           | 13.8                             | 20.0                             | 2005 |
| 19. | Jonathan Woodgate  | Newcastle United  | 13.4                             | 19.8                             | 2004 |
| 20. | Raúl Albiol        | Valencia          | 12.8                             | 15.0                             | 2009 |
| 21. | Mesut Özil         | Werder Bremen     | 12.3                             | 15.0                             | 2010 |
| 22. | Sami Khedira       | Stuttgart         | 11.4                             | 14.0                             | 2010 |
| 23. | Claude Makélélé    | Celta de Vigo     | 9.1                              | 14.0                             | 2000 |
| 24. | Michael Owen       | Liverpool         | 8.0                              | 11.9                             | 2004 |
| 25. | Nuri Șahin         | Borussia Dortmund | 8.1                              | 10.0                             | 2011 |
| 26. | Pedro León         | Getafe            | 8.0                              | 10.0                             | 2010 |
| 27. | Ricardo Carvalho   | Chelsea           | 6.5                              | 8.0                              | 2010 |
| 28. | Dani Carvajal      | Bayer Leverkusen  | 5.5                              | 6.5                              | 2013 |
| 29. | Casemiro           | São Paulo         | 5.1                              | 6.0                              | 2013 |
| 30. | Antonio Cassano    | Roma              | 3.8                              | 5.5                              | 2006 |
| 31. | Sergio Canales     | Racing Santander  | 3.8                              | 4.5                              | 2010 |
| 32. | Esteban Granero    | Getafe            | 3.4                              | 4.0                              | 2009 |
| 33. | Álvaro Arbeloa     | Liverpool         | 3.0                              | 4.0                              | 2009 |
| 34. | Pablo García       | Osasuna           | 2.7                              | 4.0                              | 2005 |
| 35. | Thomas Gravesen    | Everton           | 2.5                              | 3.6                              | 2005 |
| 36. | Hamit Altintop     | Bayern München    | Free                             | Free                             | 2011 |

Jucătorii marcați cu aldin sunt în prezent la echipă.

Aranjarea s-a făcut în ordine descendentă după costul în Euro.